# Ghare Zagh
Ghare Zagh – wieś w Iranie, w ostanie Azerbejdżan Zachodni, w szahrestanie Szahin Deż. W 2006 roku liczyła 184 mieszkańców.